# Añoranzas (obra de teatro)

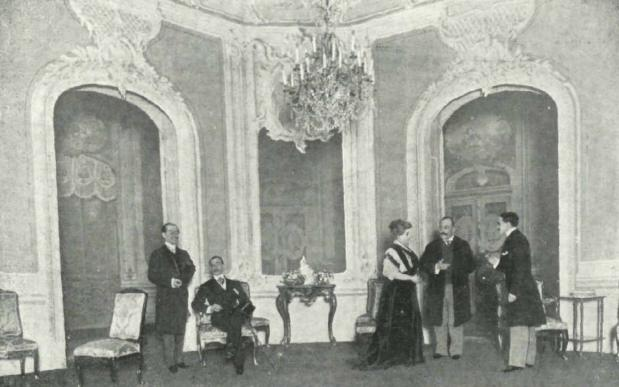
José Santiago, Mariano Díaz de Mendoza, María Cancio y Alfredo Cirera en una escena de la obra

Añoranzas es una obra de teatro de Manuel Linares Rivas, estrenada en 1906.

## Argumento
Pese a su impoluta reputación en sociedad y su aparentemente sólido matrimonio, Blanca de Chinchilla se ha convertido en la amante de Florencio Salvat. En una reunión social Blanca descubre los planes de matrimonio de Florencio con una joven heredera de una familia prestigiosa. Blanca le suplica que olvide su proyecto, a lo que él se niega, pues en ese enlace sitúa su proyección social y profesional. Transcurridos cuatro años, él intenta retomar el amor prohibido pues ambos están casados, pero ella lo rechaza ya indiferente.

## Estreno
- Teatro Español, Madrid, 14 de diciembre de 1906.
  - Intérpretes: María Guerrero (Blanca), Fernando Díaz de Mendoza (Florencio), María Cancio, José Santiago, Elena Salvador, Mariano Díaz de Mendoza, Alfredo Cirera, Ricardo Juste, Nieves Suárez, Ricardo Vargas.